# Zhong (Glocke)

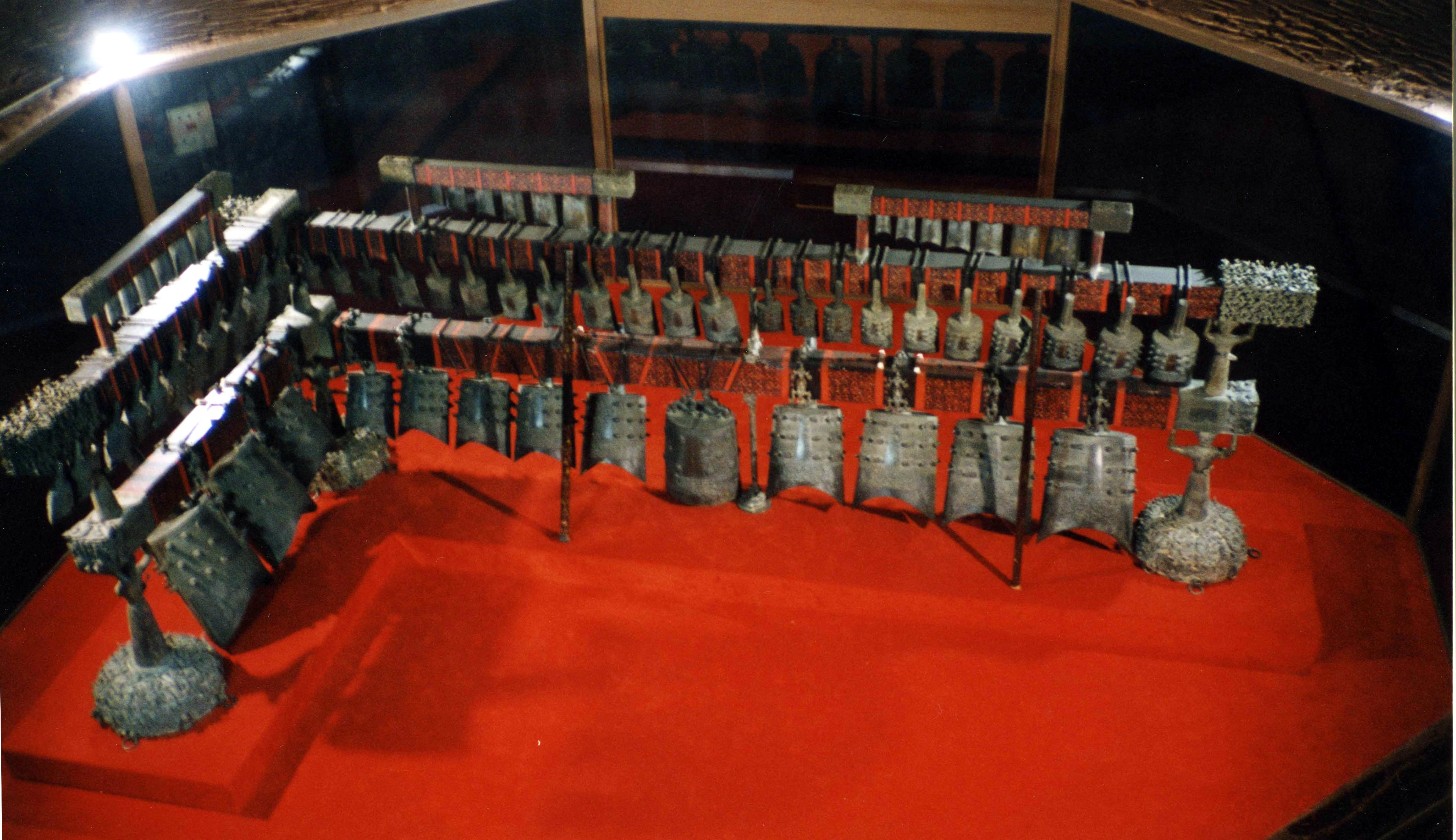
Dreiunddreißig zhong in der mittleren Reihe und zwölf in der unteren im bianzhong aus dem Grab des Markgrafen Yi von Zeng

Zhong (chinesisch 钟, Pinyin zhōng) sind chinesische klöppellose Bronzeglocken mit einer ungefähr zylindrischen Form, einem schmalen elliptischen Durchmesser und einem konkaven (einwärts gebogenen) Rand. Es gibt mehrere Varianten dieses historischen Glockentyps: Bei der häufigsten Form ist am Scheitel ein gerader Handgriff (yong) angebracht, an dem die Glocke mit der Öffnung nach unten aufgehängt wurde. Während die Stielglocke yongzhong schräg in einem Gestell aufgehängt war, hing eine Variante dieses Glockentyps mit einer Schleife (niu) senkrecht nach unten.
Beide Glocken wurden für Glockenspiele aus verschiedenen Glocken wie das bianzhong (编钟), von dem ein Satz Glocken im Grab des Markgrafen Yi von Zeng gefunden wurde, verwendet. Das Grab des Markgrafen von Cai in Shouxian enthielt ebenfalls einen vollständigen Glockenspiel-Satz aus diesen Glocken.
Dieselbe Form mit Handgriff, aber insgesamt etwas breiter und kürzer, heißt nao. Die nao wurde als Stielhandglocke mit der Öffnung nach oben in der Hand gehalten.
Die bo ist eine fassförmige klöppellose Glocke mit einem flachen Scheitel und einem geraden Rand, die an einer Schlaufe aufgehängt wird.